# منشأة لطف الله
قرية منشأة لطف الله هي إحدى القرى التابعة لمركز مطاي بمحافظة المنيا في جمهورية مصر العربية. حسب إحصاءات سنة 2006، بلغ إجمالي السكان في منشأة لطف الله 6391 نسمة، منهم 3175 رجلا و3216 امرأة.